# Hampton Fancher
Hampton Fancher (født 18. juli 1938) er en tidligere skuespiller, som blev en producent og manuskriptforfatter i slutningen af 1970'erne. Fancher blev født af en dansk-mexicansk mor og en amerikansk far i East Los Angeles i Californien i USA. Da han var 15, tog han af sted til Spanien for at blive en flamenco danser og omdøbte sig selv Mario Montejo. Han var kortvarigt gift med Sue Lyon.
Fancher bor i New York City.

## Karriere
Han er bedst kendt for at have skrevet det første manuskript af science-fiction filmen Blade Runner. Efter at have overbevist Philip K. Dick om at vælge hans roman Do androids Dream of Electric Sheep?, skrev Fancher et manuskript og fik støtte fra producenten Michael Deeley. Dette gjorde Fancher til producent, der førte til uoverensstemmelser med instruktøren Ridley Scott og David Peoples blev involveret for at fortsætte omarbejdet af manusskriptet.
Fancher skrev to film bagefter, The Mighty Quinn (1989) med Denzel Washington og The Minus Man (1999), som han også instruerede, med Owen Wilson i hovedrollen.